# James E. Grunig
James E. Grunig (18 aprile 1942) è un docente statunitense, noto per i suoi studi sulle relazioni pubbliche.

## Biografia
Nato il 18 aprile 1942, nel corso della sua carriera universitaria si è distinto per la pubblicazione di più di 250 tra articoli e libri. Tra questi è coautore di Managing Public Relations, Public Relations Techniques, Manager's Guide to Excellence in Public Relations and Communication Management, e  Excellent Public Relations and Effective Organizations: A Study of Communication Management in Three Countries. Grunig è stato l'editor di Excellence in Public Relations and Communication Management.
Grunig ha ricevuto il titolo di Doctor of Philosophy dall'Università del Wisconsin-Madison, ed insegna presso l'Università del Maryland di College Park.

## Riconoscimenti
Per i suoi studi sulle relazioni pubbliche ha ricevuto il Pathfinder Award dall'Institute for Public Relations Research and Education nel 1984, l'Outstanding Educator Award dalla Public Relations Society of America nel 1989, il Jackson, Jackson & Wagner Award per la ricerca scientifica da parte della PRSA Foundation nel 1992, e il Paul J. Deutschmann Award dall'Association for Education in Journalism and Mass Communication (AEJMC) nel 2000.

## I modelli
Grunig teorizzò quattro differenti modelli per studiare la tipologia di relazione pubblica:
- press agentry o publicity: proposto dall'imprenditore Phineas Taylor Barnum, si descrive come un rapporto unidirezionale e asimmetrico tra il portavoce e il giornalista[3]
- public information: introdotto da Ivy Ledbetter Lee, simile al precedente ma al giornalista viene accordato il ruolo di tutelare l'interesse pubblico[3]
- persuasione scientifica: ispirato da Edward Bernays, impiega dati e ricerche sociali come base per la persuasione, e introduce il concetto di lobby[3]
- negoziazione: ideato da Grunig, si basa sull'introdurre il concetto di relazione basata sulla fiducia e credibilità[3].